# 15581 Adamkelly
A 15581 Adamkelly (ideiglenes jelöléssel (15581) 2000 GV72) a Naprendszer kisbolygóövében található aszteroida. A LINEAR projekt keretében fedezték fel 2000. április 5-én.